# Royce O'Neale
Royce Khalil O'Neale (Killeen, Texas, 5 de junio de 1993) es jugador de baloncesto estadounidense que pertenece a la plantilla de los Phoenix Suns de la NBA. Con 1,98 metros de estatura, juega en la posición de alero.

## Trayectoria

### Universidad
El alero se formó en la Universidad de Baylor, donde se graduó en 2015 aunque previamente pasó 2 temporadas en la Universidad de Denver. En el total de sus cuatro temporadas promedió 9,5 puntos, 5,6 rebotes y 3,0 asistencias por partido. En 2013 fue incluido en el tercer mejor quinteto de la Western Athletic Conference.

### Profesional
No fue elegido en el draft de la NBA y tras pasar por las Ligas de Verano de la NBA, acabó firmando su primer contrato profesional con el MHP Riesen Ludwigsburg alemán. En el club bávaro juega 29 encuentros con 8,9 puntos, 4,7 rebotes y 1,2 asistencias por partido.
En julio de 2016 es contratado por el Herbalife Gran Canaria por una sola temporada.
Al finalizar la temporada se desvincula del equipo canario para fichar por Žalgiris Kaunas. Sin embargo pocas semanas después, en julio se compromete con Utah Jazz por tres temporadas.
Tras cinco años en Utah, los dos últimos como titular indiscutible, el 30 de junio de 2022 es traspasado a Brooklyn Nets.
El 8 de febrero de 2024 es traspasado a Phoenix Suns en un intercambio entre tres equipos.
El 29 de junio de 2024 renueva por cuatro temporadas y $44 millones con los Suns.

## Estadísticas de su carrera en la NBA

### Temporada regular
| Año     | Equipo   | PJ  | PT  | MPP  | %TC  | %3P  | %TL  | RPP | APP | ROB | TPP | PPP |
| ------- | -------- | --- | --- | ---- | ---- | ---- | ---- | --- | --- | --- | --- | --- |
| 2017-18 | Utah     | 69  | 4   | 16.7 | .423 | .356 | .803 | 3.4 | 1.4 | .5  | .2  | 5.0 |
| 2018-19 | Utah     | 82  | 16  | 20.4 | .475 | .386 | .762 | 3.5 | 1.5 | .7  | .3  | 5.2 |
| 2019-20 | Utah     | 71  | 62  | 28.9 | .433 | .377 | .764 | 5.5 | 2.5 | .8  | .5  | 6.3 |
| 2020-21 | Utah     | 71  | 71  | 31.6 | .444 | .385 | .848 | 6.8 | 2.5 | .8  | .5  | 7.0 |
| 2021-22 | Utah     | 77  | 77  | 31.2 | .457 | .389 | .804 | 4.8 | 2.5 | 1.1 | .4  | 7.4 |
| 2022-23 | Brooklyn | 76  | 53  | 31.7 | .386 | .389 | .725 | 5.1 | 3.7 | .9  | .6  | 8.8 |
| 2023-24 | Brooklyn | 49  | 6   | 24.5 | .388 | .366 | .682 | 4.5 | 2.8 | .7  | .6  | 7.4 |
| 2023-24 | Phoenix  | 30  | 8   | 25.1 | .411 | .376 | .692 | 5.2 | 2.7 | .9  | .5  | 8.1 |
| 2024-25 | Phoenix  | 75  | 22  | 24.5 | .423 | .406 | .731 | 4.7 | 2.2 | .9  | .5  | 9.1 |
| Total   | Total    | 600 | 319 | 26.2 | .426 | .385 | .770 | 4.8 | 2.4 | .8  | .4  | 7.1 |

### Playoffs
| Año   | Equipo   | PJ | PT | MPP  | %TC  | %3P  | %TL   | RPP | APP | ROB | TPP | PPP  |
| ----- | -------- | -- | -- | ---- | ---- | ---- | ----- | --- | --- | --- | --- | ---- |
| 2018  | Utah     | 11 | 5  | 23.5 | .500 | .357 | .632  | 3.5 | 1.4 | .9  | .4  | 7.1  |
| 2019  | Utah     | 5  | 0  | 27.4 | .467 | .348 | .750  | 4.6 | 1.6 | .4  | .4  | 10.6 |
| 2020  | Utah     | 7  | 7  | 35.6 | .406 | .455 | .500  | 5.4 | 2.7 | 1.3 | .3  | 5.6  |
| 2021  | Utah     | 11 | 11 | 36.7 | .506 | .467 | .833  | 7.3 | 2.1 | 1.1 | .3  | 11.3 |
| 2022  | Utah     | 6  | 6  | 31.3 | .400 | .280 | 1.000 | 5.7 | 1.5 | .5  | .2  | 6.2  |
| 2023  | Brooklyn | 4  | 0  | 29.5 | .241 | .182 | 1.000 | 4.3 | 3.5 | 1.3 | .3  | 5.0  |
| 2024  | Phoenix  | 4  | 2  | 26.1 | .318 | .333 | —     | 4.8 | 1.0 | .3  | .0  | 5.0  |
| Total | Total    | 48 | 31 | 30.4 | .438 | .369 | .711  | 5.2 | 1.9 | .9  | .3  | 7.7  |